# Kippenmest
Kippenmest bestaat uit de uitwerpselen van kippen eventueel gemengd met strooisel. Kippen produceren geen vloeibare maar vaste urine. Het witte deel van de mest bestaat uit urine. De kippenmest bevat daarom in verhouding met stalmest veel ammoniak. In Nederland wordt per jaar ongeveer 1,2 miljoen ton kippenmest geproduceerd. Ongeveer de helft van de kippenmest wordt geëxporteerd.
Kippenmest kan gebruikt worden voor bemestingsdoeleinden, maar kan ook verbrand worden. In september 2008 werd in Moerdijk een elektriciteitscentrale gestookt met kippenmest in gebruik genomen.

## Samenstelling
In tegenstelling tot kunstmest heeft kippenmest een wisselende samenstelling. De gemiddelde samenstelling van de mest in grammen per kg is:
| Mestsoort           | Water | Organische stof | Effectieve organische stof | Stikstof | Fosforzuur | Kali | Magnesium | Kalk | Chloor |
| ------------------- | ----- | --------------- | -------------------------- | -------- | ---------- | ---- | --------- | ---- | ------ |
| Droge hennenmest    |       |                 | 188                        | 21       | 17         | 11   | 4,5       |      |        |
| Kalkoenenmest       |       |                 | 232                        | 27       | 21         | 20   |           |      |        |
| Kippenstrooiselmest | 400   | 350             | 230                        | 21       | 26         | 15   | 4         | 34   | 6      |
| Vleeskuikenmest     |       |                 | 279                        | 28       | 15         | 20   | 6         |      |        |